# Суханов, Ораздурды Мейлисович
Ораздурды Мейлисович Суханов (туркм. Orazdurdy Suhanow, род. 1976 год, Гяурский район, Туркменская ССР) — туркменский государственный деятель.

## Биография
Образование высшее. В 1998 году окончил Туркменский сельскохозяйственный университет имени С. А. Ниязова. По специальности — инженер-механик.
С 2000 по 2018 годы служил на различных должностях в Министерстве внутренних дел Туркменистана. С 17 мая 2018 — министр автомобильного транспорта Туркменистана.

## Награды и звания
- Медаль «За любовь к Отечеству»,
- Медаль «За безупречную службу перед Отечеством» II и III степеней,
- Юбилейный медаль «Garaşsyz, Baky, Bitarap Türkmenistan»